# مقولة (فلسفة)

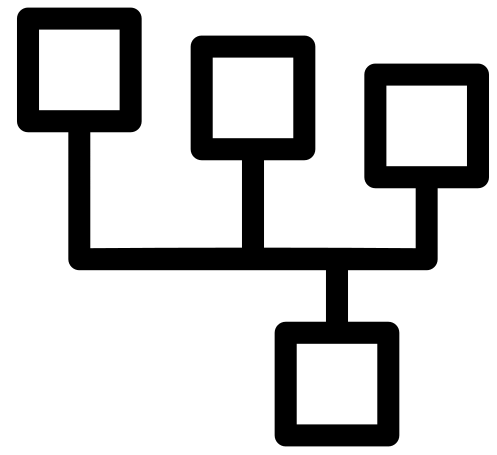
مقولة

المقولات (جمع المقولة) هي أنواع الدلالات في القول، وهي الأجناس العالية التي تحيط بجميع الموجودات، أو المحمولات الأساسية التي يمكن إسنادها إلى كل موضوع. وعددها عند آرسطو عشرة -الجوهر وتسعة أعراض- فهي عشرُ مَقولات في المجموع.

## تعريف
وقد لخص ابن سينا مقولات أرسطو تلخيصا جيدا كما يلي:
وإما أن يدل على كمية: وهو ما، لذاته، يحتمل المساواة بالتطبيق أو التفاوت فيه، إما تطبيقا متصلا في الوهم - مثل الخط والسطح والعمق و الزمان، وإما منفصلا كالعدد؛
وإما على كيفية وهو كل هيئة غير الكمية مستقرّة لا نسبة فيها، مثل البياض والصحّة والقوّة والشكل
وإما على إضافة كالنبوّة والأبوّة
وإما على أين كالكون في السوق والبيت
وإما على متي كالكون فيما مضي أو فيما يستقبل أو في زمان بعينه
وإما على الوضع ككلّ هيئة للكلّ من جهة أجزائه كالقعود والقيام والركوع
وإما على الملك والجدة كالتلبّس والتسلّح
وإما على أن يفعل شي‌ء، مثل ما يقال: هو ذا يقطع، هو ذا يحرق
وتلك هي المقولات العشر الأرسطية. وقد لخصها الشاعر في قوله:
وجمعها بعضهم في بيت واحد هو:
فالقمر هو الجوهر، وغزير هو الكم، والحسن هو الكيف، وألطف هي الإضافة، ومصره هو الأين، وقام هو الوضع، ويكشف هو الفعل، وغمتى هو الملك، ولما هو المتى، وانثنى هو الانفعال.

## عند كانط
في المدرسة الكانطية، المقولات هي المدارك الأساسية للإدراك المحض.